# Eunidia pseudannulicornis
Eunidia pseudannulicornis är en skalbaggsart. Eunidia pseudannulicornis ingår i släktet Eunidia och familjen långhorningar.

## Underarter
Arten delas in i följande underarter:
- E. p. pseudannulicornis
- E. p. yaoundeana